# 고령소방서
고령소방서(高靈消防署, Goreong Fire Station)는 경상북도 고령군을 관할하는 경상북도 소방본부 산하의 소방서이다.
소방서장은 소방정으로 보한다.

## 조직
| - 소방행정과 - 소방행정팀 - 예산장비팀 | - 예방안전과 - 예방홍보팀 - 시설지도팀 | - 대응구조구급과 - 대응총괄팀 - 구조구급팀 - 대응1·2·3팀 |

## 관할센터 및 관할구역
고령소방서는 2개의 119안전센터와 1개의 구조구급센터를 산하에 두고 있다.
| 명칭                       | 사진 | 주소               | 관할구역                                         | 지역대        |
| -------------------------- | ---- | ------------------ | ------------------------------------------------ | ------------- |
| 대가야119안전센터          |      | 대가야읍 벽화길 18 | 대가야읍, 쌍림면, 우곡면, 덕곡면, 개진면, 운수면 |               |
| 다산119안전센터            |      | 다산면 다산로 506  | 다산면, 성산면                                   | 성산119지역대 |
| 고령소방서 119구조구급센터 |      | 대가야읍 벽화길 18 | 경상북도 고령군 일원                             |               |

## 같이 보기
- 대한민국 소방청
- 대한민국의 소방
- 소방관 계급